# Anna-Maja Henriksson
Anna-Maja Kristina Henriksson (Jakobstad, 7 januari 1964) is een Fins politica namens de Zweedse Volkspartij. Van 6 juni 2019 tot 20 juni 2023 was ze de minister van Justitie. Eerder was ze dit van 22 juni 2011 tot 28 mei 2015. Ze is sinds 2007 lid van het Finse parlement. 

## Biografie
In 1987 studeerde ze af aan de Universiteit van Helsinki op het gebied van rechten. In 2007 werd ze lid van de Eduskunta.
Op 22 juni 2011 werd ze minister van Justitie in het kabinet van Jyrki Katainen en vervolgens in dat van Alexander Stubb. Op 28 mei 2015 kwam er een einde aan haar ministerschap. Sinds 2016 is ze de partijleider van de Zweedse Volkspartij. Op 6 juni 2019 werd ze opnieuw minister van Justitie, ditmaal in het kabinet van Antti Rinne. Toen het kabinet-Marin op 10 december 2019 aantrad, bleef ze minister, totdat het kabinet-Orpo aantrad.